# 穆可发
穆可发（1970年—），经名穆斯塔法，男，回族，中华人民共和国伊斯兰教人物，曾任马鞍山市清真寺阿訇，安徽省伊斯兰教协会副会长兼秘书长，中国伊斯兰教协会副会长，第十一、十二、十三届全国政协委员。

## 生平
2008年，当选第十一届全国政协委员，代表少数民族界，分入第四十九组。2018年1月，当选第十三届全国政协委员。